# Bzura
De Bzura is een rivier in het midden van Polen. De Bzura mondt bij Wyszogród uit in de Wisła en heeft een lengte van 166 km en een stroomgebied van 7788 km², dat in zijn geheel in Polen ligt.
Rond de Bzura werd van 9 tot 19 september 1939 tijdens de Poolse Veldtocht tussen nazi-Duitsland en Polen een grote veldslag geleverd.
- Gemeinsame Normdatei: 4085104-7
- Virtual International Authority File: 235040271